# 西华书房
西华书房，位于北京市西城区西华门大街4号，是一家图书馆。

## 简介
2016年4月22日，北京市西城区“阅读推广+”成立暨第一届代表大会举行，同时“西华书房”正式开业亮相。这是2016年书香西城建设的两大举措。西城区“阅读推广+”是由西城区文化委员会倡议成立，隶属西城区图书馆协会的志愿联盟组织，以各级各类图书馆为主体，联合区域内的各类出版社、书店、媒体、阅读空间等单位及其他从事文化或者阅读产业的团体、企业、事业单位，依照统一的工作志愿，共享资源，协同开展阅读推广活动。西华书房则是西城区构筑“记忆西城、书香西城、艺术西城、时尚西城”的公益阅读项目。
西华书房的所在地据说过去是清朝武官上朝的朝房。中华人民共和国成立后，首都图书馆、北京市西城区图书馆曾先后在此建馆。西华书房坐落在北京故宫西华门外南侧的四合院内，面积千余平方米，开幕时藏书近万册，采用读者预约制。开幕时分为“四库书屋”、“长安书屋”、“线装书屋”、“兰亭书屋”四个部分。“四库书屋”展陈中国国家图书馆藏文津阁版《四库全书》及《永乐大典》；“长安书屋”展示历史、文学、哲学等各类图书3000余册；“线装书屋”推介宣纸、雕版印刷、活字印刷、传统手工装订等的图书；“兰亭书屋”介绍古琴、书法，传授茶艺。
西华书房还不定期举办作家、艺术家作品展览、文化讲座、读者见面会等活动。